# Železniční trať Siegburg–Olpe
Železniční trať Siegburg–Olpe (také zvaná německy Aggertalbahn, tedy Železnice údolím Aggeru) je jednokolejná neelektrifikovaná lokální železniční trať v Severním Porýní-Vestfálsku. Používána je ovšem v současnosti jen její část z Overathu (kde se připojuje trať z Kolína nad Rýnem) do Dieringhausenu, úseky Siegburg–Overath a Dieringhausen–Olpe jsou mimo provoz.